# Ponneri
Ponneri là một thị xã của quận Thiruvallur thuộc bang Tamil Nadu, Ấn Độ.

## Địa lý
Ponneri có vị trí 13°19′B 80°12′Đ / 13,32°B 80,2°Đ Nó có độ cao trung bình là 10 mét (32 feet).

## Nhân khẩu
Theo điều tra dân số năm 2001 của Ấn Độ, Ponneri có dân số 24.205 người. Phái nam chiếm 50% tổng số dân và phái nữ chiếm 50%. Ponneri có tỷ lệ 73% biết đọc biết viết, cao hơn tỷ lệ trung bình toàn quốc là 59,5%: tỷ lệ cho phái nam là 81%, và tỷ lệ cho phái nữ là 66%. Tại Ponneri, 10% dân số nhỏ hơn 6 tuổi.